# Nyakayi (vattendrag)
Nyakayi är ett vattendrag i Burundi.   Det ligger i provinsen Rutana, i den centrala delen av landet, 90 km sydost om huvudstaden Bujumbura.
Omgivningarna runt Nyakayi är huvudsakligen savann. Runt Nyakayi är det ganska tätbefolkat, med 185 invånare per kvadratkilometer.